# Ориндж Каунти (сериал)
„Ориндж Каунти“ (на английски: The Orange County или The O.C.) е американски сериал, излъчван по канала Fox в САЩ.
Първият епизод е излъчен на 5 август 2003 г. Шоуто разкрива живота на млади хора и техните семейства от окръг Ориндж в щата Калифорния. Излъчва се в над 50 страни по света. Въпреки големия му успех рейтингът с всеки сезон намалява и затова Fox решава да спре снимането му. Финалният епизод се излъчва на 22 февруари 2007 г.

## Сюжет
Внимание:  Текстът по-долу разкрива сюжета на произведението (или части от него)!

### Сезон 1
Сезон 1 започва на 5 август 2003 г. в САЩ и съдържа 27 епизода. Епизодите показват новия живот на Райън Атууд – 16-годишно момче от Чино, семействата Коен и Купър и на всеки в богатата и ексцентрична общност на Ориндж Каунти, Калифорния. Изправен пред перспективата да живее сред тази общност, Райън решава да се върне в Чино, но е разубеден от Мариса и Сет. По време на сезона Райън и Мариса се събират заедно, Люк започва да спи с Джули, Сет и Самър попадат в плен на любовта. Близо до края на сезона Джули и Кейлъб официално се женят. Райън среща своята бивша приятелка-Териса. Райън, семейство Коен и сегашната му приятелка-Мариса се опитват да ѝ помогнат в бременността. Когато разбира за това, Райън заминава с Териса за Чино, а Сет тръгва със своята лодка, като напуска родителите си и Самър. Живее с Люк и баща му.

### Сезон 2
Сезон 2 започва на 4 ноември 2004 г. в САЩ и съдържа 24 епизода. В началото на сезона Териса казва на Райън, че е загубила бебето, което е очаквала от него. Това кара Райън и Сет да се върнат в Ню Порт, където Сет работи с Алекс в „Бейт Шоп“. Двамата имат кратка връзка. След известно време Алекс и Мариса също са заедно. По време на сезона незаконното дете на Кейлъб – Линдзи е открито и е с Райън за кратко. Също така братът на Райън-Трей отива в Ню Порт. По-честите посягания към чашката от страна на Кърстин стават причина след смъртта на баща ѝ тя да стане алкохоличка. В края на сезона тя е заведена в рехабилитационна клиника от Санди, а Мариса прострелва Трей в опит да спаси Райън.

### Сезон 3
Третият сезон започва на 8 септември 2005 г. в САЩ и продължава 25 епизода. В началото на сезона Кърстин е в рехабилитационната клиника, а Мариса е изгонена от Харбър, заради инцидента с Трей. По време на сезона Кърстин е отказала алкохола напълно, а Мариса отива в Ню Порт Юниън, където среща Джони и Чили. След трагичната смърт на Джони, Мариса се влюбва във Волчак-наркоман, който се занимава с алкохол и дрога. След известно време двамата се разделят. В последния епизод от този сезон Волчак преследва с колата си Райън и Мариса. Предизвиква преобръщането на колата, в резултат на което Мариса умира.

### Сезон 4
Четвъртият сезон започва да се излъчва на 2 ноември 2006 г. в САЩ и продължава 16 епизода. Започва с последствията от смъртта на Мариса. Райън напуска къщата на семейство Коен и отива в заведение, където работи. Самър учи в Браун и става природозащитничка. Избягва да говори със Сет, който по същото време е в Ню пот и е открил собствен магазин за комикси. Междувременно сестрата на Мариса – Кейтлин се връща в Нюпорт и учи в Харбър. Джули наема частен детектив, който да открие Волчак. Той е избягал в Мексико. Нейният план е да даде на Райън координатите и той да го открие, за да го убие. Междувременно се занимава с проституция – като сводник. В същото време Тейлър Таунсънд, която е била в Париж, напуска Сорбоната и се връща тайно в Ню Порт след импулсивен брак с французин, който отказва да ѝ даде развод. Накрая Тейлър успява да убеди Райън да се представи за новата ѝ любов и така французинът ѝ дава развод. След като освобождава един заек от лабораторията Самър е отстранена от Браун за семестъра и се връща в Ню Порт, където изглажда отношенията си със Сет. Джули започва връзка с богатия тексаски бизнесмен Гордън Булет. Те скоро имат конфликт, заради Франк, в когото е влюбена. Франк е бащата на Райън, който току-що е излязъл от затвора. Близо до края на сезона Кърстин е бременна с момиченце. Тя и Санди обмислят дали Ню Порт е идеалното място за отглеждането на другото им дете. Силно земетресение сполетява Ню Порт. Райън е ранен. Благодарение на навременната помощ на Сет, той оцелява. За нещастие, къщата на семейство Коен силно е пострадала и не може да бъде възстановена.
В последния епизод семейство Коен живеят с Джули и Кейтлин в къщата на Самър. Тейлър и Райън се разделят. Тя се връща в Нюпорт след прекарано време във Франция. Джули е бременна от Франк. Той не може да се грижи за тях и затова тя казва „да“ на Булет, който преди това ѝ предложил брак. Санди и Кърстин не са щастливи, че ще купуват нова къща в Ню Порт и затова Раян и Сет решават да помогнат. Убеждават сегашните собственици на старата къща на Коен в Бъркли да им я продадат обратно. Джули решава в последнта минута преди сватбата си, че не иска да се омъжи нито за Франк, нито за Булет, а иска да изгради живота си с Кейтлин. Сет осъзнава, че той и Самър няма да могат да издържат да живеят заедно и я насърчава да обикаля страната с GEORGE-природозащитна организация. Двамата си казват сбогом. Същото правят Тейлър и Райън, защото тя заминава за Париж. Сет заминава за колеж на източния бряг. Санди, Кърстин и дъщеря им-Софи Роуз напускат Ню Порт и заминават за Бъркли, където ще живеят, а Райън остава за още малко в къщата като си припомня миналото. В последните минути на серията Джули се дипломира с подкрепата на Булет, Кейтлин, Франк и сина си. Санди преподава в Бъркли, където Райън учи архитектура. Кейтлин също отива в този колеж. Сет и Самър се женят в новия двор на Санди и Кърстин, а Райън и Тейлър са кумове. Накрая Раян се е дипломирал и работи като архитект. Когато напуска една сграда, вижда младо момче, което стои на улицата и изглежда, че има проблем. Завършва с това как Раян постъпва така както Санди е постъпил с него и го пита дали има нужда от помощ.

## Актьорски състав
- Питър Галахър – Санди Коен
- Кели Роуън – Кърстин Коен
- Бенджамин Маккензи – Райън Атууд
- Миша Бартън – Мариса Купър
- Адам Броуди – Сет Коен
- Рейчъл Билсън – Самър Робъртс
- Мелинда Кларк – Джули Купър
- Тейт Донован – Джими Купър
- Крис Кармак – Люк Уърд
- Алън Дейл – Кейлъб Никъл
- Оутъмн Рийсър – Тейлър Таунсънд
- Уила Холанд – Кейтлин Купър

## Герои
Санди Коен – честен обществен защитник и идеалист, той взима Райън в първи сезон. В сезон 1 работи в частна правна фирма. В сезон 2 е уволнен, защото помага на Кейлъб Никъл с неговия случай, след това започва да работи в собствения си правен офис. След това влиза в управата на „Ню Порт Груп“, но в крайна сметка се връща на старата си работа като обществен защитник. Завършил е Бъркли със специалност право. В последния епизод той работи като професор в Бъркли. Озвучава се от Станислав Димитров.
Кърстин Коен – една от най-богатите жени в Ориндж Каунти. Съпруга на Санди Коен и майка на Сет. Тя изпълнява една от най-главните длъжности в огромната компания на баща си (Кейлъб Никъл) за имоти, „Ню Порт Груп“. Тя е завършила Бъркли, специалност – История на изкуството. Излекувана от страстта към алкохола, създава агенция за запознанства с Джули Купър.
Райън Атууд – тийнеджър от Чино, попаднал в привилегированата общност на Ориндж Каунти, Калифорния, благодарение на Санди Коен, след като майка му го е изгонила от къщи. Той има любовна връзка с Мариса Купър преди тя да загине. Започва да излиза с Тейлър Таунсънд преди разрушителното земетресение. След него се разделят. На финала на последния епизод от сериала той вече се е дипломирал и е станал архитект. Последните реплики на шоуто са негови. Среща младо момче и постъпва така както Санди се е отнесъл с него – „Ей, хлапе, имаш ли нужда от помощ?“. Озвучава се от Даниел Цочев и от Чавдар Монов в 5, 6, 7 и 8 епизод на четвърти сезон.
Мариса Купър – една от „великолепната четворка“. Напуска сериала в края на трети сезон. Най-конфликтната от героите. Бързо се поддава на дрогата и алкохола. Отношенията ѝ с родителите ѝ, приятеля ѝ и всички съученици често са били нестабилни. Тя е най-добрата приятелка на Самър Робъртс и в по-голямата част от сериала е заедно с Райън. Озвучава се от Ани Василева.
Сет Коен – син на Санди и Кърстин Коен. Не е типичното дете на богати родители в Ориндж Каунти. Не ходи по цели нощи на купони, дори не се вписва в обстановката, защото не е общителен и играе ролята на „загубеняка в училище“, но с течение на епизодите и приятелството му с Райън Атууд доста се променя. Страстен любител е на комиксите и поп-музиката. Той е влюбен в Самър Робъртс, но му трябват доста години, за да и го признае. След това двамата се събират и дори в четвърти сезон ѝ предлага брак, защото мисли, че Самър е бременна. Когато се разбира след теста за бременност, че не е, той се плаши от мисълта за брака. На финала шест месеца по-късно след трагичното земетресение, Самър и Сет се разделят и всеки поема по своя път. Известно време по-късно те се женят като Раян им е кум, а Тейлър – шаферка. Озвучава се от Емил Емилов.
Самър Робъртс – Най-общителната от „великолепната четворка“. Тя е заедно със Сет и най-добра приятелка на Мариса, дъщеря на д-р Нийл Робъртс. Самър и Сет преполагат, че е бременна и планират да се женят в четвърти сезон, но след като се разбира, че не е, сватбата се отменя и се разделят. Шест месеца след земетресението се сбогуват, но след време се женят. Озвучава се от Таня Димитрова.
Джули Купър – майка на Кейтлин и Мариса Купър. Тя е женена за финансовия съветник Джими Купър, но след като научава, че е източвал големи суми от сметките на клиентите си го напуска. По-късно сключва брак с Кейлъб Никъл. След неговата смърт е заедно с д-р Нийл Робъртс. Годежът им се разваля след смъртта на Мариса и тя отново е сама. В четвърти сезон се влюбва във Франк Атууд. На финала тя почти се омъжва за Булет, за да има кой да се грижи с нея за бебето ѝ от Франк. Тя завършва колеж по-късно. Озвучава се от Таня Димитрова.
Джими Купър – баща на Мариса и Кейтлин, бивш съпруг на Джули. Той участва в сериала от 1 до 34 епизод, но след това напуска, защото героят заминава за Мауи. Той се връща в края на втори сезон и почти се жени за Джули повторно. След като се разбира, че Кейлъб е фалирал преди да умре, той напуска Ориндж Каунти, след като е пребит заради дългове, които е мислел да погаси с част от парите на Кейлъб. Връща се за малко в трети сезон. Той е капитан на кораб, който пътува до Гръцките острови. Връща се и в сезон 4, но само в паралелен свят, където е женен за Кърстин. Озвучава се от Емил Емилов.
Люк Уърд – бившия прител на Мариса. Той участва в епизоди 1 – 24. Люк е най-големият от синовете на Карсън и Мередит Уърд, брат на близнаците Брад и Ерик Уърд. Първият герой, който напуска шоуто и заминава с баща си за Портланд, след като излиза наяве, че баща му е гей. Озвучава се от Станислав Димитров.
Кейлъб Никъл – бащата-бизнесмен на Кърстин и последен съпруг на Джули. Появява се в първия сезон, но участва постоянно във втория. Кейлъб е първият умрял в шоуто. След прочитането на завещанието му става ясно, че е разорен и не остава нищо на вдовицата си – Джули. Озвучава се от Даниел Цочев.
Тейлър Таунсънд – ученичката, която измества Мариса от пълния контрол на социалната сцена в гимназия „Харбър“. Става прителка със Самър и Сет, след като разбират колко самотна е била. На финала на сезон 3 Сет ѝ казва, че става част от краткопродължилата „великолепна петорка“. В сезон 4 е заедно с Райън Атууд. Дъщеря е на деспотичната спортна менджърка Вероника Таунсънд. Озвучава се от Ани Василева.
Кейтлин Купър – дъщеря на Джими Купър и Джули Купър-Никълс, сестра на Мариса Купър. След като напуска училището-пансион, в което е била, се връща в Ню Порт, за да учи в гимназията на Ню Порт – „Харбър“. Прилича повече на майка си – Джули, отколкото на баща си – Джими. Твърде различна е от по-голямата си сестра – Мариса. На финала тя учи в Бъркли и е полусестра на сина на Джули и Франк Атууд. Озвучава се Таня Димитрова в трети сезон и от Ани Василева в четвърти.

## „Ориндж Каунти“ в България
В България сериалът започва излъчването си на 12 януари 2004 г. по bTV, преведен като „Ориндж Каунти: Кварталът на богатите“. Втори и трети сезон са излъчени съответно през 2005 и 2006 г. Четвърти сезон започва на 7 януари 2008 г., всяка сряда и четвъртък от 20:00, с изключение на първи и втори епизод, които са излъчени в понеделник и вторник. Той завършва на 21 февруари. Ролите се озвучават от Ани Василева, Даниел Цочев, Станислав Димитров, Емил Емилов и Таня Димитрова. От пети до осми епизод на четвърти сезон Цочев е заместен от режисьора на дублажа Чавдар Монов, чието име не се споменава.